# 凸轮轴

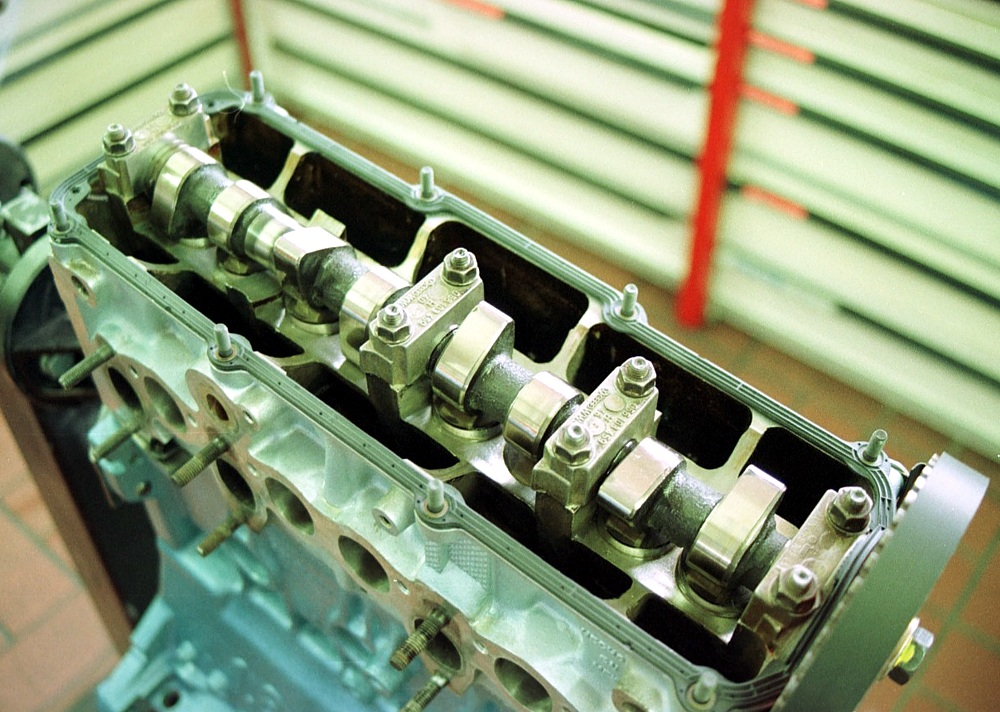
大众汽车制造的1.8升四缸8气门发动机中的凸轮轴。

凸轮轴（英語：Camshaft）是活塞发动机裡的一个部件。它的作用是控制气门的开启和闭合动作。虽然在四冲程发动机里凸轮轴的转速是曲轴的一半（在二冲程发动机中凸轮轴的转速与曲轴相同），不过通常它的转速依然很高，而且需要承受很大的扭矩，因此设计中对凸轮轴在强度和支撑方面的要求很高，其材质一般是特种铸铁，偶尔也有采用锻件的。由于气门运动规律关系到一台发动机的动力和运转特性，因此凸轮轴设计在发动机的设计过程中占据着十分重要的地位。

## 构造
凸轮轴的主体是一根与汽缸组长度相同的圆柱形棒体。上面套有若干个凸轮，用于驱动气门。凸轮轴的一端是轴承支撑点，另一端与驱动轮相连接。
凸轮的侧面呈鸡蛋形。其设计的目的在于保证汽缸充分的进气和排气，具体来说就是在尽可能短的时间内完成气门的开、闭动作。另外考虑到发动机的耐久性和运转的平顺性，气门也不能因开闭动作中的加减速过程产生过多过大的冲击，否则就会造成气门的严重磨损、噪声增加或是其它严重后果。因此，凸轮和发动机的功率、扭矩输出以及运转的平顺性有很直接的关系。
一般来说直列式发动机中，一个凸轮都对应一个气门，V型发动机或水平对置式发动机则是每两个气门共用一个凸轮。而转子发动机和无阀配气发动机由于其特殊的结构，并不需要凸轮。

## 位置
在以前很长的一段时间里，底置式凸轮轴在内燃机中最为常见。通常这样的发动机中，气门位于发动机的顶部，即所谓的OHV（OverHead Valve，顶置气閥）式发动机。此时通常凸轮轴位于曲轴箱的侧面，通过配气机构（如挺杆、推杆、摇臂等）对气门进行控制。因此底置式凸轮轴一般也叫侧置式凸轮轴。由于在这样的发动机中凸轮轴距离气门较远，而且每个气缸通常只有两个气门，因此转速通常较慢，平顺性不佳，输出功率也比较低。不过这种结构的引擎输出扭矩和低速性能比较出色，结构也比较简单，易于维修。
现在大多数量产车的发动机配备的是顶置式凸轮轴。顶置式凸轮轴结构使凸轮轴更加接近气门，减少了底置式凸轮轴由于凸轮轴和气门之间较大的距离而造成的往返动能的浪费。顶置式凸轮轴的发动机由于气门开闭动作比较迅速，因而转速更高，运行的平稳度也比较好。较早出现的顶置式凸轮轴结构的发动机是SOHC（Single OverHead Cam ，顶置单凸轮轴）式发动机。这种发动机在顶部只安装了一根凸轮轴，因此一般每个汽缸只有两到三个气门（进气一到两个，排气一个），高速性能受到了限制。而技术更新一些的则是DOHC式（Double OverHead Cam，顶置双凸轮轴）发动机，这种发动机由于配备了两根凸轮轴，每个汽缸可以安装四到五个气门（进气二到三个，排气二个），高速性能得到了显著的提升，不过与此同时低速性能会受到一定的影响，结构也会变得复杂，不易维修。

## 传动方式
底置式凸轮轴通常采用星形齿轮组（即所谓的“控制轮”），辊子链或齿条与曲轴相连。为了控制噪声，直径较大的凸轮轴端传动轮通常由塑料或者轻金属制造，而相对直径较小的曲轴端传动轮则大多采用钢材。
链条连接也比较多见。这种方式在底置式和顶置式凸轮轴上都可以看到。为了减小噪声（一般是链条在运动中产生的“振摆噪声”），通常还会附带一个液压压紧装置和塑料材质的导轨。
顶置式凸轮轴结构中比较多见的是用一个塑料齿条链连接。这个齿条链位于发动机机油腔外，附带有钢质的嵌入部件，通过一个可调的辊子帮助张紧。
还有一种结构由于动力在传输过程中损耗过大且过于复杂，现在已经比较少见。这种结构通过一个偏心连杆、星形齿轮组或带中间轴的锥形齿轮组来连接顶置式凸轮轴与曲轴。